# تايسبس
تايسبس بن هخامانيش(675 - 640 ق. م) هو أول ملوك الأخمينيين وهو ينتمي لأسرة فارسية أسسها هخامانيش ، واستقل هذا الملك عن العيلاميين لاكنه اضطر في عام 670 ق. م أن يعترف بسيادة الماذيين .
وفي زمن الملك الماذي أفراورطيس(655 - 653 ق. م) الذي مات في هجوم فاشل على الآشوريين عام 653 ق. م ويموت هذا الملك وغزو السكيثيين لبلاد ماذي تقوي مركز الملك الفارسي.